# Moegla

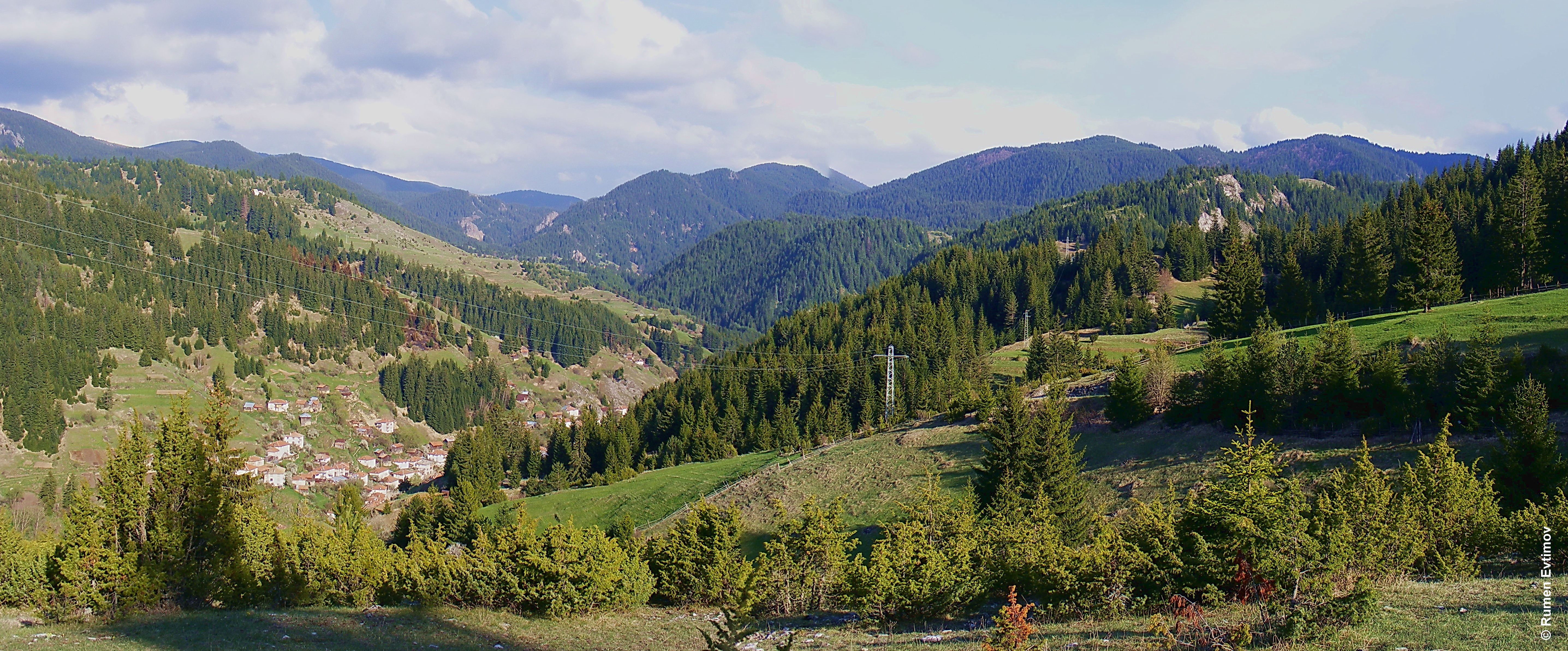
Panoramisch uitzicht op Moegla

Moegla (Bulgaars: Мугла), ook wel geschreven als Mugla, is een bergdorp in de Bulgaarse Rhodopen. Zij is gelegen in de gemeente Smoljan in de oblast Smoljan. Het dorp Moegla ligt op 25 km afstand van de regionale hoofdplaats Smoljan en 36 km van de stad Devin. Daarnaast ligt het dorp 153 km ten zuidoosten van de hoofdstad Sofia en 5 km ten noorden van de Griekse grens. Op enkele kilometers afstand ligt het verlaten dorp Tsjamla. 

## Bevolking

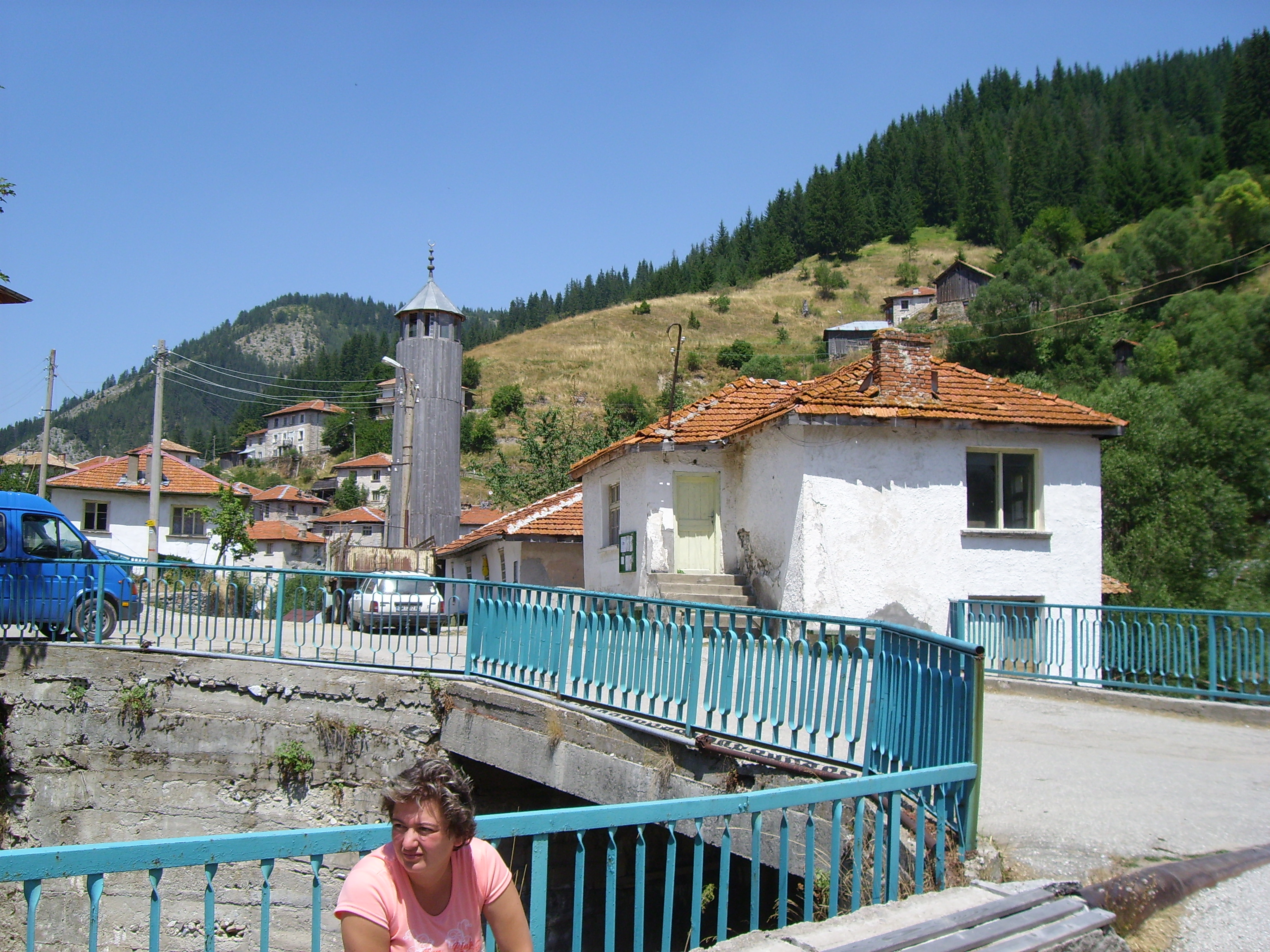
Uitzicht op het dorp Moegla

De telling van 1934 registreerde 761 inwoners. Dit aantal groeide verder en verdubbelde (bijna) tot een hoogtepunt van 1.422 inwoners in 1965. Vanaf dat moment begon het inwonersaantal echter drastisch terug te lopen. Zo werden er op 31 december 2019 143 inwoners geteld, ongeveer 90% minder dan het inwoneraantal in 1965 (zie: onderstaand tabel). Van de 240 inwoners reageerden er 193 op de optionele volkstelling van 2011. Met zo’n 187 respondenten vormden de etnische Bulgaren (96,9%) de grootste bevolkingsgroep. De Bulgaarse inwoners zijn vooral van een islamitische achtergrond, ook wel Pomaken genoemd in de volksmond. Daarnaast wonen er echter ook een aantal christelijke Bulgaren in het dorp. Naast de Bulgaarse identiteit identificeerden 3 personen zich als etnische Turken.
Het dorp Moegla heeft een sterk verouderde bevolkingsopbouw. Van de 240 inwoners die in februari 2011 werden geregistreerd, waren er slechts 3 jonger dan 15 jaar oud (1%), terwijl er 135 inwoners van 65 jaar of ouder werden geteld (56%).